# Hospital Tycoon
Hospital Tycoon ist eine Wirtschaftssimulation aus dem Hause Codemasters. Es wurde 2007 von dem englischen Entwicklungsstudio Deep Red Games entwickelt und stellt einen inoffiziellen Nachfolger des 1997 erschienenen Theme Hospital dar. Trotz verhaltener Kritik seitens der Fachpresse schaffte es das Spiel in die englischen Verkaufscharts.

## Das Spiel
Als Spieler übernimmt man die Eigenschaft eines Klinikleiters und muss ein Krankenhaus mit Diagnoseinrichtungen, Behandlungsräumen, Forschungseinrichtung und Interieur ausbauen. Das Klinikpersonal behandelt keine echten Krankheiten, sondern nur fiktive wie 'explosives Niesen' oder den 'Affenwahn'. Das Spiel stellt sich in einer 3D-Optik dar, und man kann sein Krankenhaus u. a. auch aus der Perspektive seines Personals oder der Patienten erkunden.
Neben dem Aufbau und den wirtschaftlichen Elementen muss sich der Spieler auch um die zwischenmenschlichen Beziehungen seiner Angestellten kümmern. Beispielsweise muss man sich bei Missionsaufgaben darum kümmern, dass sich Arzt und Krankenschwester lieben lernen und die Rezeptionistin dabei nicht zur Furie wird.
An einigen Stellen gibt es Anspielungen auf TV-Krankenhausserien wie General Hospital oder Emergency Room – Die Notaufnahme.

## Rezeption
4Players verglich die Krankenhaussimulation direkt mit dem inoffiziellen Vorgänger Theme Hospital. Die Steuerung und der solide Wirtschaftsteil wurden gelobt. Die Soundeffekte dagegen wurden negativ bewertet und als „nervig“ bezeichnet, insbesondere die Sims-Sprache wurde dabei hervorgehoben. Der geringe Schwierigkeitsgrad und die automatisierten Abläufe wurden ebenso moniert. Insgesamt vergab 4Players 64 %.
Gamezone lobte die einfache Steuerung und den „humorvollen“ Umgang mit dem Krankenhausthema. Kritisiert wurde der einfache Schwierigkeitsgrad und der Mangel an Soundeffekten. Insgesamt vergab Gamezone 8 von 10 Punkten.
Giga Games kritisierte in einer seiner Sendungen, bei der das Spiel vorgestellt wurde, die kostenpflichtige Hotline des Herstellers. Unter dieser Hotline konnte man Freischaltcodes erwerben, die Vorteile im Spiel gewähren und wie Cheats wirken. Ebenso wie im Test von Gamezone wurde der Verkauf von Spielecheats als Kundenübervorteilung angeprangert.